# Église Saint-Martin de la Noue (Saint-Dizier)
L'église Saint-Martin de la Noue est une église gothique située dans la commune de Saint-Dizier, dans le département de la Haute-Marne.

## Historique
C'est une des plus anciennes paroisses de la ville car son existence remonte avant la création de Saint-Dizier, elle était paroisse au IXe siècle autour d'un port sur la Marne. Sa richesse venait du fait que dernier port sur la Marne navigable, les marnois et brelles se constituaient en grande partie à la Noue. Elle relevait de l'abbé de Saint-Urbain dès le XIIe siècle. Détruite lors du siège de Saint-Dizier (1544), elle fut reconstruite en bois, la pierre fut utilisée au XVIIe siècle, 1627 pour le sanctuaire et 1674 pour le chœur et deux chapelles latérales. Il subsistait des piliers en bois pour soutenir la nef jusqu'en 1825.
Elle fait l’objet d’une inscription au titre des monuments historiques depuis le 7 décembre 1925.

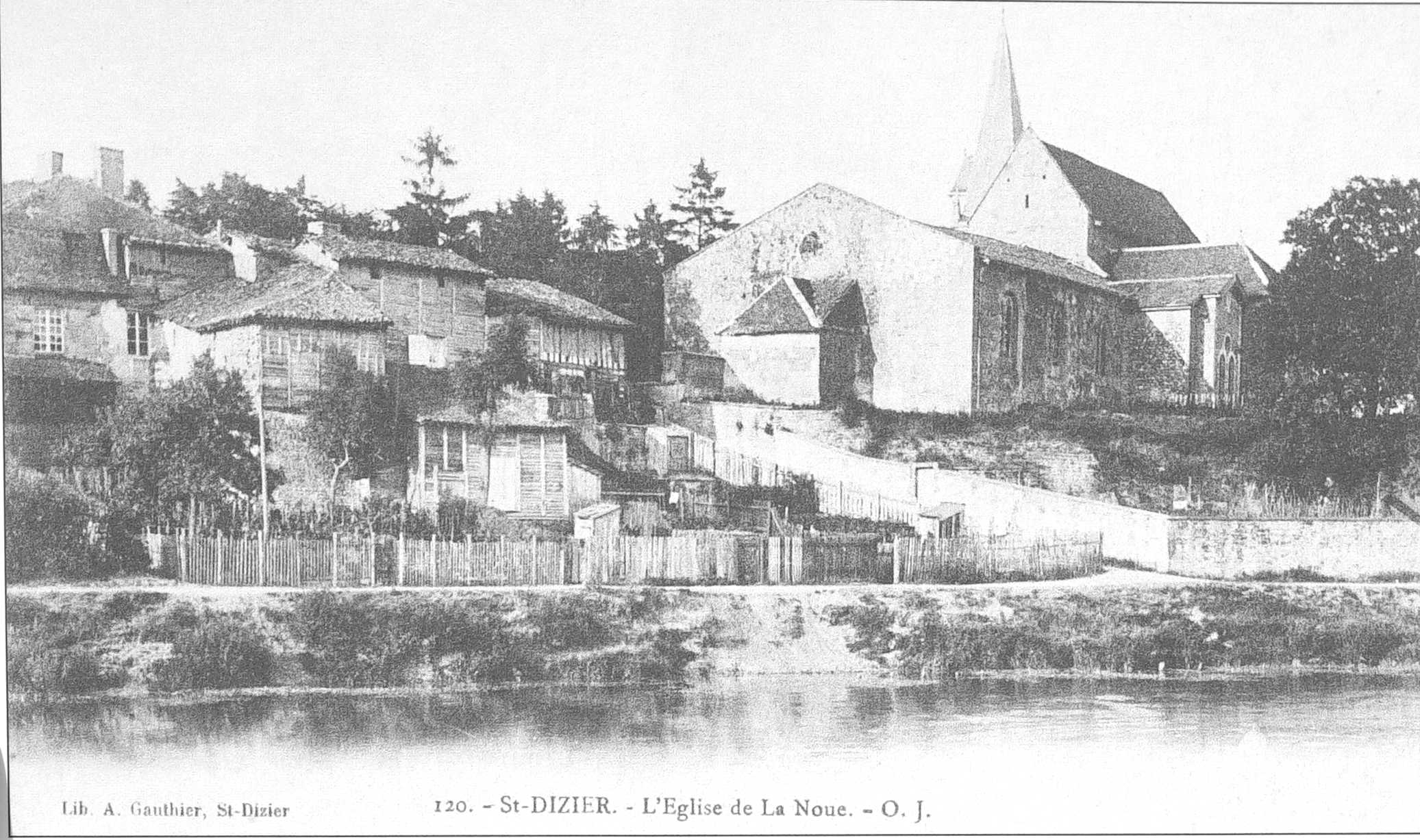
La Noue en bord de Marne.